# پژو دی‌ام‌ای
پژو دی‌ام‌ای یک کامیون سبک است که طی سال‌های ۱۹۴۱ تا ۱۹۴۸ توسط پژو ساخته می‌شده‌است. این اولین وسیله نقلیه تجاری پژو با کابین جلو بود که در آن راننده سمت راست می‌نشست. این خودرو به گونه‌ای طراحی شده بود تا به راننده حداکثر دید را به جاده بدهد، اما این به این معنی بود که راننده کابین را با موتور سهیم می‌شد. این کامیون سبک پژو به خاطر اینکه محور عقب بود نمی‌توانست یک سطح بار مسطح نزدیک به زمین را فراهم کند، خصوصیتی که در خودروهای محور جلو نظیر ون سبک سیتروئن تی‌یوبی فراهم شده بود.
در طول اولین سال‌های تولید دی‌ام‌ای، فرانسه تحت اشغال آلمان بود و از ۱۱٬۰۴۵ کامیون تولید شده، توسط ارتش آلمان استفاده شد.